# Barra Head

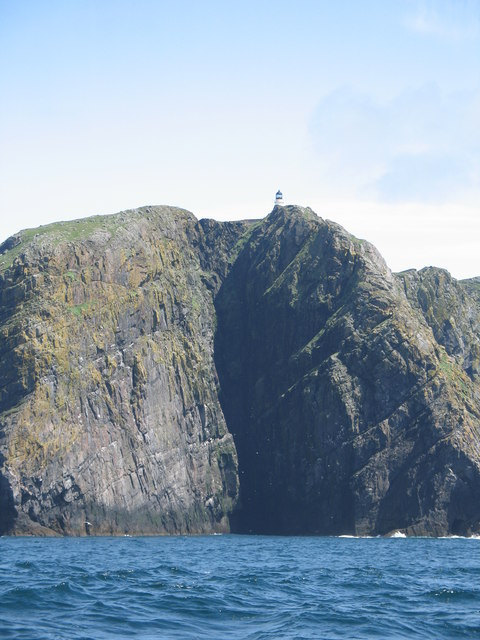
El far de Barra Head dalt dels penya-segats

Barra Head també coneguda com a Berneray (en escocès gaèlic: Beàrnaraigh) és una illa pertanyent a Escòcia, localitzada en l'arxipèlag de les Hèbrides Exteriors. És l'illa més meridional d'aquest arxipèlag.
L'illa alberga un far construït per Robert Stevenson, operatiu des de 1833. Des de 1931, l'illa va ser habitada solament pels operaris del far i les seves dones. El far està avui automatitzat, i l'illa està completament deshabitada.
Hi ha nombroses estructures prehistòriques de l'illa i l'ocupació permanent per 20-50 individus es va produir al llarg del període històric, amb un pic al segle xix. L'economia dels residents es basava en l'agricultura, la pesca i la caça d'aus. Els penya-segats ofereixen llocs de nidificació d'aus marines en tal profusió que l'illa ha estat designada com a Zona d'Especial Protecció.
El punt més alt de l'illa és la marilyn Sotan (193 msnm).
Barra Head és coneguda per albergar una gran colònia d'aus marines.
El resident antic més conegut de l'illa és Peter Sinclair, també conegut com a Padraig Mòr o de la "Barra Gegant". Ell va mesurar l'any 1866 als disset anys una alçada de 2,03 m (6 peus 8 polzades). Es va unir a un espectacle itinerant, però no li agradava la publicitat i va tornar a les illes per fer anar una lleteria a Castlebay a l'estiu i passar els hiverns al seu domicili de Berneray.